# Ульман, Лив
Лив Юханна Ульман (встречается также вариант Ульманн, норв. Liv Johanne Ullmann; род. 16 декабря 1938, Токио, Япония) — норвежская актриса, режиссёр и сценаристка. Обладательница премии «Золотой глобус» за лучшую женскую роль (1973), двукратная номинантка на премии «Оскар» (1973, 1977) и BAFTA (1976, 1977). Приобрела всемирную известность благодаря своим ролям в фильмах Ингмара Бергмана и Яна Труэля.

## Биография

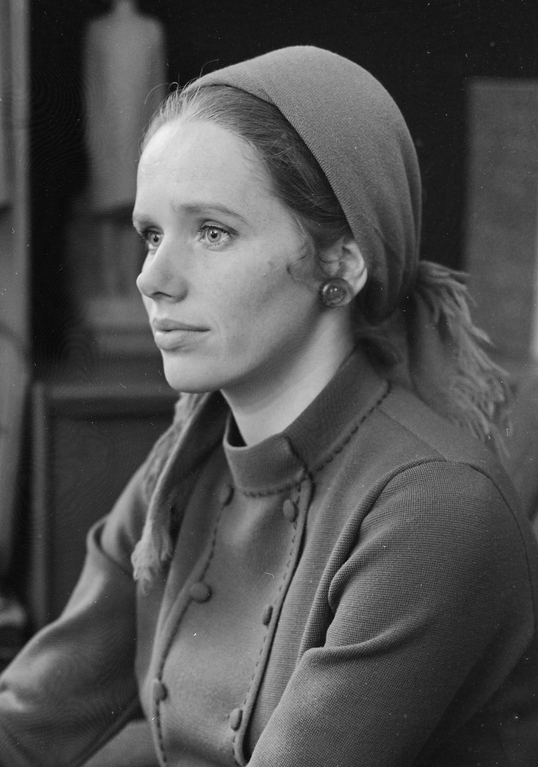
Ульман в 1966 году

Лив Ульман родилась в Токио, выросла в Канаде, училась актёрскому мастерству в Лондоне, работала в театре Ставангера, а позднее играла в Национальном театре в Осло. Её дед погиб в концлагере Дахау, куда был отправлен за помощь евреям в оккупированной Норвегии; отец работал авиаинженером в Японии, а затем на острове Торонто в озере Онтарио на авиабазе норвежских сил в изгнании, но когда дочери было 6 лет, умер от опухоли головного мозга; мать занималась книготорговлей.
Её звезда взошла в 1966 году, когда она снялась (вместе с Биби Андерссон) в одном из величайших фильмов Ингмара Бергмана — «Персона» — в роли Элизабет Фогелер, актрисы, которая, однажды, замолчав во время спектакля, отказалась говорить совсем.
До этого фильма Лив Ульман снялась в пяти незначительных норвежских и одном шведском фильмах. Благодаря «Персоне» Ульман получила роли у американских режиссёров. Впоследствии снималась во многих фильмах режиссёра Ингмара Бергмана, от которого родила дочь, ставшую известной в Норвегии журналисткой. Неоднократно номинировалась на премию «Оскар» за лучшую женскую роль.
Помимо работы с Бергманом, Лив Ульман блистала на Бродвее и в Голливуде, сыграв огромное количество ролей в пьесах Генрика Ибсена. В 1977 году вышла её автобиография «Изменения».
В 1980-е годы Лив Ульман занялась режиссурой, её фильмы удостоены многих премий. В 1995 году ей удалось экранизировать роман-эпопею норвежской писательницы-нобелевского лауреата Сигрид Унсет «Кристин, дочь Лавранса».
В 1994 году Лив Ульман и знаменитый археолог, путешественник и писатель Тур Хейердал были выбраны норвежцами для выполнения почётной обязанности открытия зимней Олимпиады в Лиллехаммере и предстали перед телевизионной аудиторией, насчитывавшей больше миллиарда человек.
В июне 2008 года Лив Ульман возглавляла жюри основного конкурса XXX Московского международного кинофестиваля.

## Семья

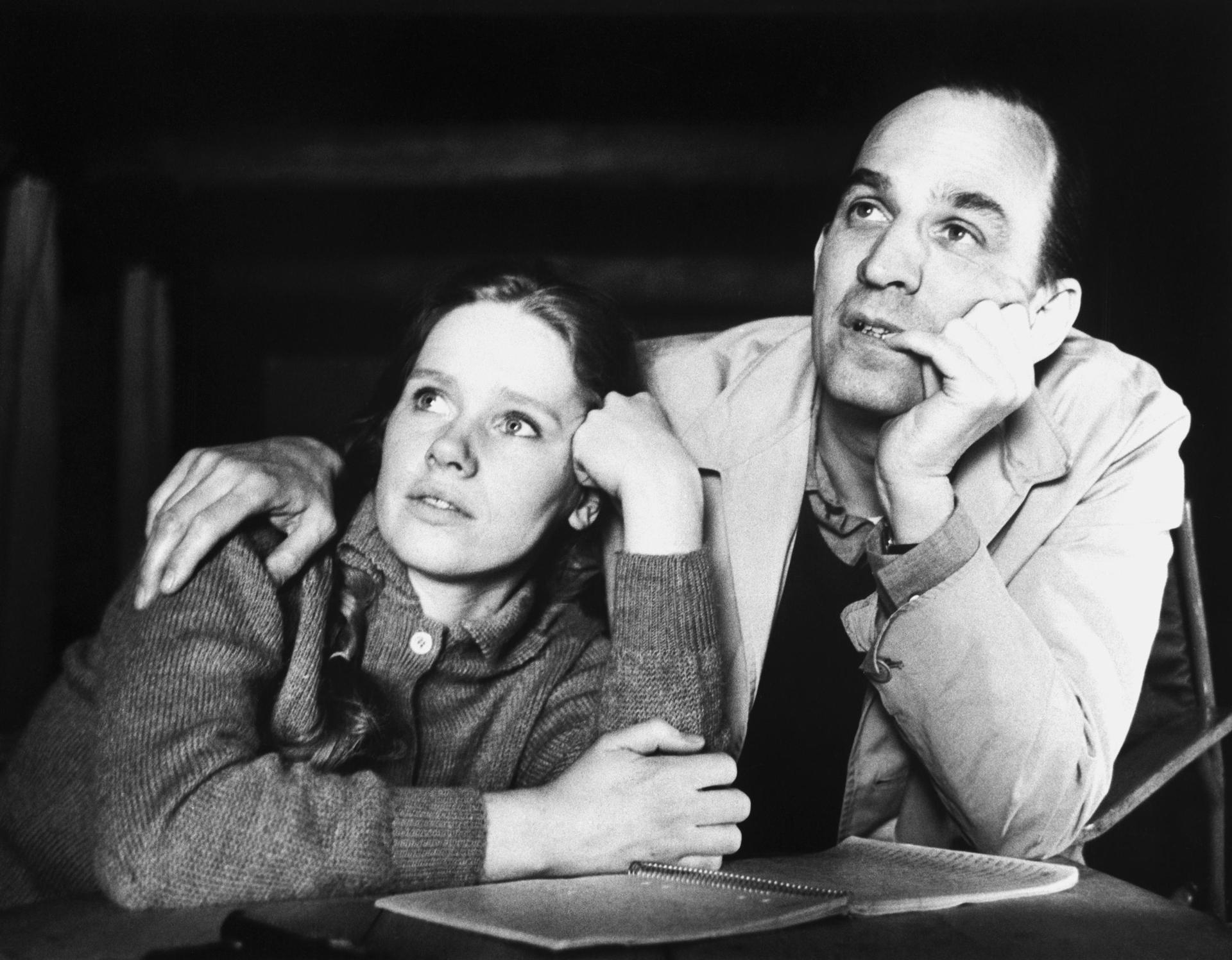
Лив Ульман и Ингмар Бергман в 1968 году

Единственный её ребёнок — дочь Линн (род. 9 августа 1966) от Ингмара Бергмана, хотя Лив Ульман никогда не была за ним замужем, о чём она написала в автобиографии Changing, вышедшей в 1977 году. Линн — достаточно известная писательница и журналистка. В детстве сыграла роль дочери героини Лив Ульман в фильме «Шёпоты и крики». Линн родила двоих детей в двух браках — мальчика и девочку. В 2010 году на русском языке была издана её книга «Благословенное дитя: роман».
Отношениям Ульман с Бергманом посвящён документальный фильм «Лив и Ингмар» (2012).

## Фильмография

### Актриса
- 1957 — Дурдом в горах / Fjols til fjells — гостья отеля (не указана в титрах)
- 1959 — Бегство девчонки / Ung flukt — Герда — главная роль
- 1966 — Персона / Persona
- 1968 — Час волка / Vargtimmen
- 1968 — Стыд / Skammen
- 1969 — Страсть / En passion
- 1970 — Холодный пот / Cold Sweat
- 1971 — Эмигранты / Utvandrarna
- 1971 — Попугай / Papegojan
- 1972 — Папесса Иоанна / Pope Joan
- 1972 — Поселенцы / Nybyggarna
- 1972 — Шёпоты и крики / Viskningar Och Rop (премия «Давид ди Донателло» лучшей актрисе)
- 1973 — 40 карат / 40 Carats
- 1973 — Сцены из супружеской жизни / Scener ur ett äktenskap (премия «Давид ди Донателло»)
- 1973 — Потерянный горизонт
- 1975 — Лицом к лицу / Ansikte Mot Ansikte
- 1975 — Леонор / Leonor
- 1975 — Волшебная флейта / Trollflöjten
- 1977 — Змеиное яйцо / Das Schlangenei
- 1977 — Мост слишком далеко/ A Bridge Too Far
- 1978 — Осенняя соната / Höstsonaten (премия «Давид ди Донателло»)
- 1986 — Давайте надеяться, что будет девочка / Speriamo che sia femmina
- 1986 — Габи, правдивая история / Gaby: A True Story
- 1987 — Прощай, Москва / Mosca addio — Ида Нудель
- 1989 — Розовый сад / The Rose Garden
- 1991 — Диспут / Mindwalk
- 2003 — Сарабанда / Saraband
- 2012 — Две жизни / Zwei Leben (To liv)

### Режиссёр
- 1982 — Любовь / Love (Канада)
- 1992 — Софи/ Sofie (три премии Монреальского МКФ и др.)
- 1995 — Кристин дочь Лавранса / Kristin Lavransdatter (Швеция, Норвегия, Германия)
- 1995 — Люмьер и компания / Lumière et compagnie (Франция, Дания, Испания, Швеция)
- 1996 — Частные исповеди[швед.] / Enskilda samtal (Швеция)
- 2000 — Неверная / Trolösa (Германия)
- 2014 — Фрёкен Юлия

## Награды
- Командор со звездой ордена Святого Олафа (11 мая 2005 года)[7].
- Командор ордена Святого Олафа (1 июля 1994 года)[7].
- Кавалер 1 класса ордена Святого Олафа (1 июля 1977 года)[7].
- Офицер ордена искусств и литературы (1985 год, Франция).